# Dichocrocis xanthias
Dichocrocis xanthias là một loài bướm đêm trong họ Crambidae.